# Будаев, Николай Сергеевич
 Николай Сергеевич Будаев  (1833—1902) — заслуженный профессор Петербургского университета.

## Биография
Родился в 1833 году.
В 1849 году окончил 2-ю Московскую гимназию. После окончания курса с золотой медалью в Главном педагогическом институте (VII вып.; 1853) был оставлен при институте исполняющим должность адъюнкт-профессора по кафедре математики. В 1857 году защитил в Санкт-Петербургском университете диссертацию на тему «Общая теория равновесия твёрдых тел, погружённых в жидкость».
С 1863 года стал преподавать теоретическую механику в Михайловской артиллерийской академии. Одновременно, в 1865 году Будаев начал читать лекции в Санкт-Петербургском университете — сначала, в качестве приват-доцента по начертательной геометрии, высшей геометрии и теории упругости; в 1878 году был избран штатным доцентом, причём ему было поручено с 1880 года чтение части курса механики, с 1883 года он стал читать курс аналитической геометрии, а с 1885 года, после назначения экстраординарным профессором курс «механика точки»; также в 1886—1887 годах проводил практические занятия по аналитической геометрии. В 1887 году оставил преподавание в университете.
Преподавал различные отрасли чистой и прикладной математики в других высших учебных заведениях: 2-м Военном Константиновском училище, Институте инженеров путей сообщения и в Николаевской инженерной академии.
Скончался 16 (29) сентября 1902 года и был похоронен на Шуваловском кладбище.